# Le Hommet-d'Arthenay
Le Hommet-d'Arthenay est une ancienne commune française du département de la Manche et de la région Normandie.
Le 1er janvier 2018, elle fusionne avec sa voisine Pont-Hébert au sein de la commune nouvelle de Pont-Hébert ; elle prend alors le statut administratif de commune déléguée. Ce statut prend fin au 31 décembre 2021.

## Géographie

### Localisation
Le Hommet-d'Arthenay fait partie du parc naturel régional des Marais du Cotentin et du Bessin. Son bourg principal est à 13 km au nord-ouest de Saint-Lô et à 17 km au sud de Carentan.
Les communes limitrophes sont  Amigny, Graignes-Mesnil-Angot, La Chapelle-en-Juger, Le Dézert, Les Champs-de-Losque, Pont-Hébert et Tribehou.

### Géologie et relief
La superficie du Hommet-d'Arthenay est de 1485 hectares, soit 14,85 km2. L'altitude minimale est de 0 mètre, l'altitude maximale est de 54 mètres, l'altitude moyenne est de 13 mètres et l'altitude de la mairie (dans le bourg principal) est de 8 mètres.

### Hydrographie
Le Hommet-d'Arthenay est traversé ou bordé par de nombreux cours d'eau :
- le ruisseau de Losque (borde à l'ouest) ;
- le ruisseau du Marais du Hommet (borde à l'ouest) ;
- le ruisseau du Port au Féron (borde au nord-est) ;
- la Terrette (traverse en diagonale la commune, borde au nord-ouest et à l'est) ;
- le ruisseau de Belle-Eau ;
- le Vautrel ;
- le ruisseau du Port.

Le nord de la commune est occupé par des marais et par le bois du Hommet (environ 3 km2). L'ouest est occupé par le marais du Hommet.
Il y a aussi des cours d'eau artificiel comme le canal 01 du marais du Hommet, le Canal 01 du Hommet, le Canal 01 de la Commune du Hommet-d'Arthenay, le Canal 01 de la Commune du Hommet d'Arthenay, le Canal 02 de la Commune du Hommet d'Arthenay.

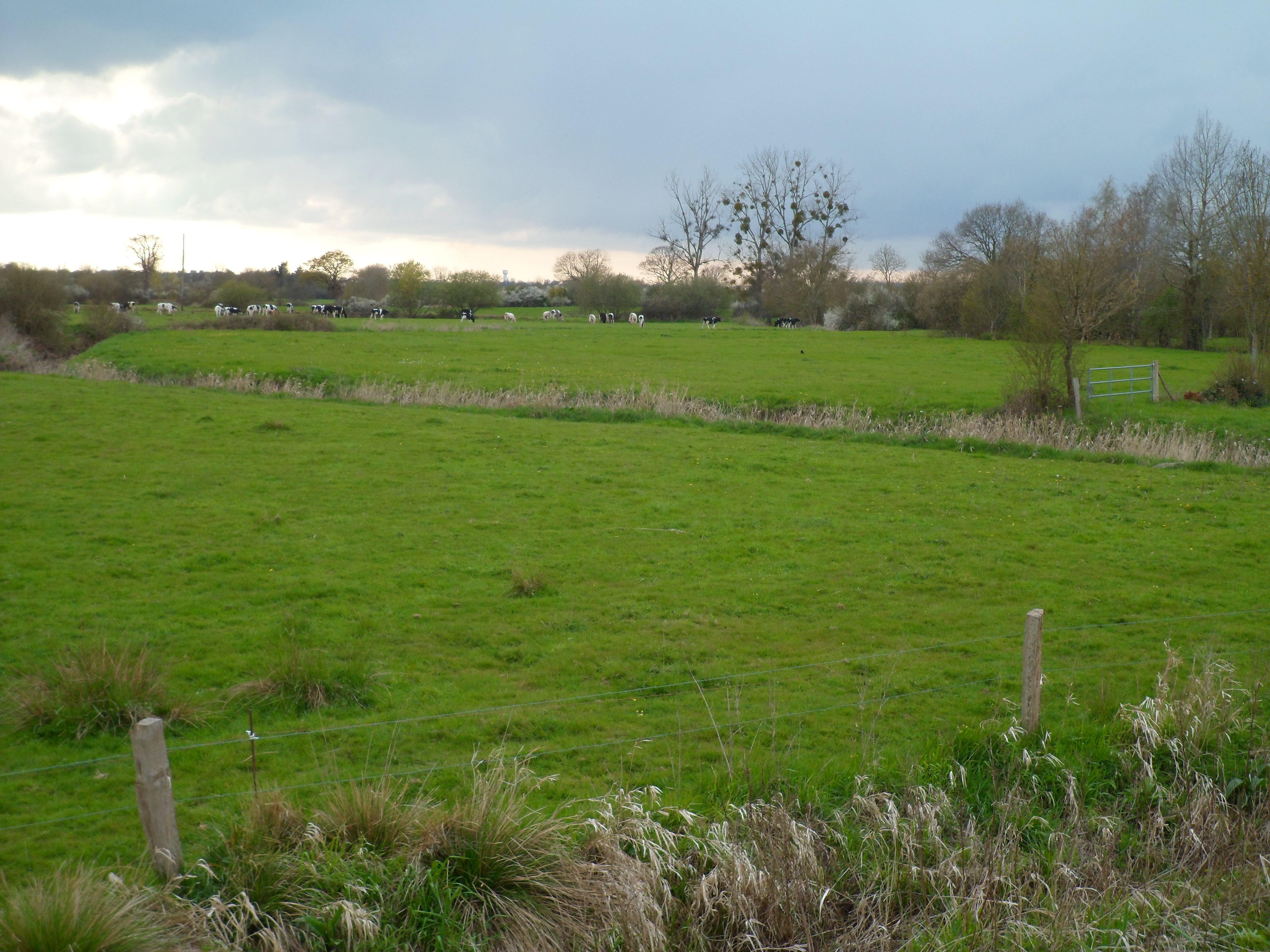
La Terrette.

### Climat

Le Hommet-d'Arthenay bénéficie du climat doux océanique caractérisé par des hivers doux et des étés tempérés.
La commune présente une pluviométrie annuelle moyenne de 800 mm/an. Les pluies sont assez fréquentes tout au long de l'année mais plus abondantes en automne et en hiver, en liaison avec les perturbations venant de l'océan Atlantique. Rarement intenses, elles tombent souvent sous forme de bruine (crachin).
En hiver, la température moyenne oscille entre 1 °C et 7 °C. On compte entre 30 et 40 journées de gel par année. En été, la température moyenne est située autour de 20 °C.
| Mois                                | jan.                 | fév.                 | mars             | avril              | mai              | juin          | jui.               | août           | sep.                  | oct.                 | nov.                  | déc.                  | année                |
| ----------------------------------- | -------------------- | -------------------- | ---------------- | ------------------ | ---------------- | ------------- | ------------------ | -------------- | --------------------- | -------------------- | --------------------- | --------------------- | -------------------- |
| Température minimale moyenne (°C)   | 3,4                  | 3,3                  | 4,6              | 6,1                | 8,7              | 11,4          | 13,4               | 13,8           | 12,4                  | 10                   | 6,5                   | 4,3                   | 8,1                  |
| Record de froid (°C) date du record | −19,6 8 janvier 1985 | −16,5 3 février 1956 | −7,4 3 mars 1965 | −5,7 11 avril 1978 | −0,8 12 mai 1955 | 1 2 juin 1962 | 4,7 7 juillet 1962 | 4 28 août 1974 | 1,9 17 septembre 1971 | −3,7 30 octobre 1997 | −6,8 26 novembre 1989 | −9,3 24 décembre 1963 | −19,6 8 janvier 1985 |
| Nombre de jours d'orage             | 0,4                  | 0,3                  | 0,3              | 0,7                | 1,6              | 1,5           | 1,4                | 1,2            | 1,1                   | 0,8                  | 0,5                   | 0,4                   | 10                   |

| Diagramme climatique                                  |         |         |         |         |          |          |          |          |        |         |         |
| J                                                     | F       | M       | A       | M       | J        | J        | A        | S        | O      | N       | D       |
| 203,480                                               | 203,380 | 204,680 | 206,180 | 208,780 | 2011,480 | 2013,480 | 2013,880 | 2012,480 | 201080 | 206,580 | 204,380 |
| Moyennes : • Temp. maxi et mini °C • Précipitation mm |         |         |         |         |          |          |          |          |        |         |         |

### Catastrophes naturelles et risques
- Poids de la neige - chutes de neige du 7 février 1983 au 10 février 1983
- Tempête du 15 octobre 1987 au 16 octobre 1987
- Inondations et coulées de boue du 17 janvier 1995 au 31 janvier 1995
- Inondations, coulées de boue et mouvements de terrain du 25 décembre 1999 au 29 décembre 1999
- Inondations et coulées de boue du 10 janvier 2010 au 12 janvier 2010

### Milieux naturels et biodiversité
La commune fait partie du parc naturel régional des Marais du Cotentin et du Bessin et de sa Zone humide protégée par la convention de Ramsar.
- Marais et bois du Hommet.

Marais du Hommet
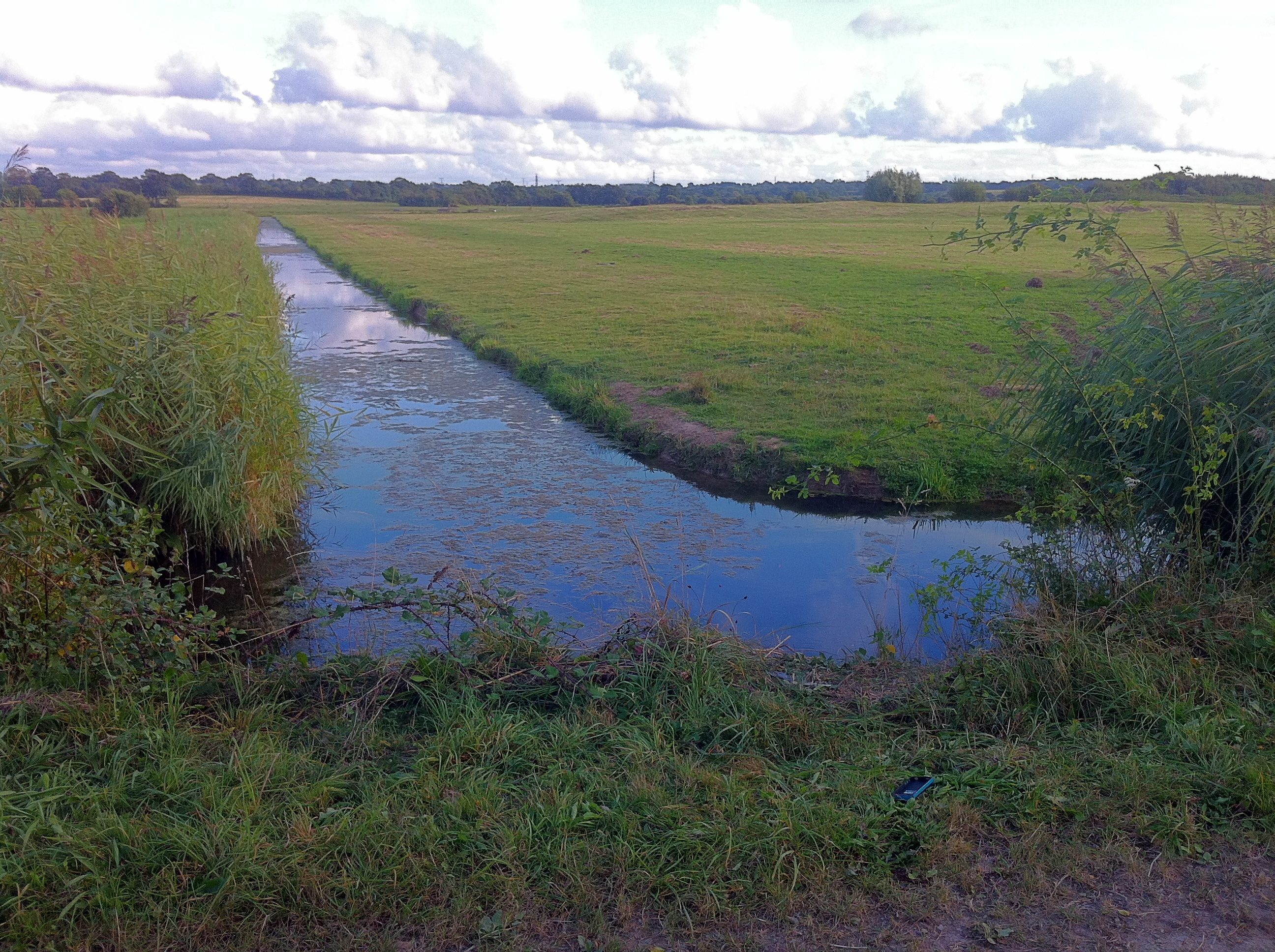
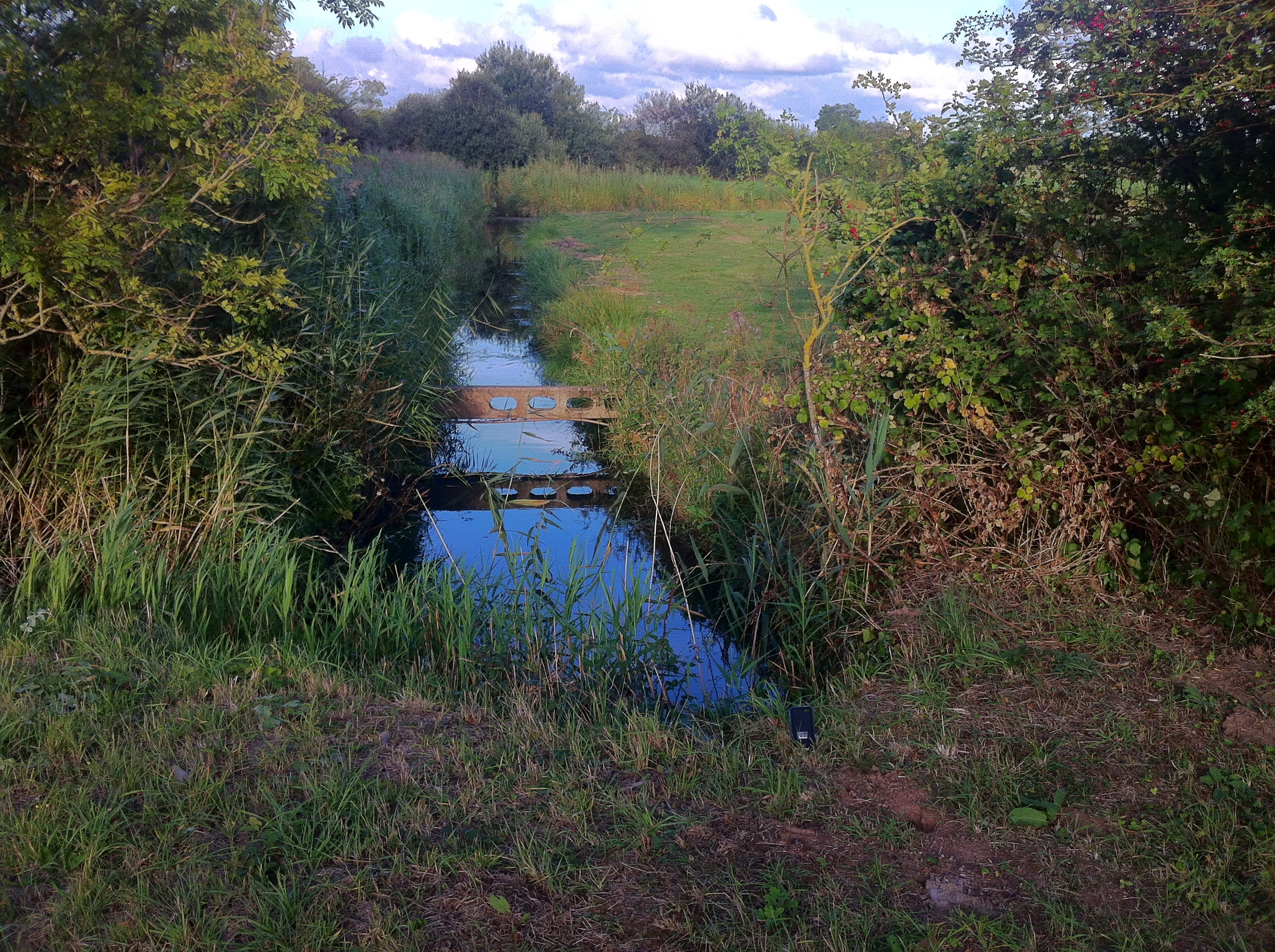

## Urbanisme

### Lieux-dits et voirie

Carte de la commune du Hommet-d'Arthenay avec le nom des lieux.

La commune a deux bourgs: Le Hommet et le Hommet-d'Arthenay (jadis Saint-Pierre-d'Arthenay). Il y a de nombreux lieux-dits : les Hautes Vignes, Versailles, la Jonglière, la Landelle, l'Hôtel Grente, Lexandre, le Champ Mouton, le Glinel, le Bois Sénécal, Saint-Pierre, l'Écalerie, la Giotrie, le Moulin Fauvel, Baragan, la Terrerie, l'Aubrillère, la Ducrie, Jouenne, la Raulinière, la Palière, l'Hôtel Basset, la Cauverie, Cinq Épines, les Aulnes, Coq qui dort, la Frataillerie, le Muzeran, l'Hôtel Nicolle, la Petite Ducrie et le Buisson.
Quatre voies ont été nommées : la rue du Docteur-Leturc, la rue du Moulin-Fauvel, la rue Saint-Ortaire et la rue Saint-Pierre. Il existe également la cité des Châtaigniers.

### Morphologie urbaine
- Plan local d'urbanisme (PLU)

### Logement
En 2009, le nombre total de logements dans la commune était de 150, alors qu'il était de 146 en 1999, 149 en 1990, 141 en 1982, 133 en 1975 et 119 en 1968. Parmi ces logements, 89,9 % (135) étaient des résidences principales, 7,4 % (11) des résidences secondaires et 2,7 % (4) des logements vacants. Ces logements étaient pour 98 % (147) d'entre eux des maisons individuelles et pour 2 % (3) des appartements. La proportion des résidences principales, propriétés de leurs occupants était de 67 % (91), en baisse sensible par rapport à 1999 (68 % - 85). La part de logements HLM loués vides était de 7,5 % contre 8 %, leur nombre étant constant (10).

### Voies de communication et transports
La commune est desservie par le transport en commun départemental par bus (Manéo) via la ligne 001 : Cherbourg-Octeville - Valognes - Carentan - Saint-Lô.

## Toponymie
Le nom du Hommet est attesté sous la forme Humetum au XIIe siècle (latinisation tardive), le Hommet-d'Arthenay en 1903.
Albert Dauzat a considéré que Hommet, dont il ne connait pas de forme ancienne, représente le diminutif gallo-roman ULMETU, c'est-à-dire ULMU « orme » + suffixe collectif -ETU, désignant notamment un « ensemble d'arbre appartenant à la même espèce » cf. -ay, forme fémimine -aye > -aie (chênaie, hêtraie, etc.). Il note ulmus et -ētum, ces deux éléments.
Or, les toponymes basés sur ULMU (latin ulmus) sont bien identifiés comme tels par leurs formes anciennes : Hommes (Indre-et-Loire, de Ulmis vers 1330) ou Lomme (Nord, Ulmo 1060), sans compter les très nombreux microtoponymes du type L'Homme Mort, c'est-à-dire « l'orme mort ». La prononciation ome ou oume est identique ou proche de celle du mot français homme, alors que le mot français désignant l'arbre s'est altéré en orme. C'est pourquoi, ils ont souvent été notés Homme par analogie sans que le h n'ait d'autre valeur que graphique.
En revanche, les types toponymiques normands comme le Homme ont des formes anciennes différentes où le h est présent dès l'origine, en outre il est encore articulé avec une forte expiration proche du Ach-Laut allemand dans une partie de la Normandie. Sinon, on constate un hiatus dit H aspiré en français, c'est-à-dire « le homme » et non pas « l'homme ». C'est pourquoi, la plupart des toponymistes identifient dans ces Homme normands, diminutif Hommet, une variante graphique de Hom, appellatif normannique très répandu qui désigne un îlot ou une prairie au bord de l'eau. Il est issu de l'ancien scandinave hólmr « îlot ».
Le Hommet désigne donc initialement une élévation de terre au milieu des marais, tout comme le Homme (Manche) (Hulmus vers 1166) appelé également l'Isle-Marie ou Robehomme (Calvados, Raimberti Hulmus 1083). Par ailleurs, l'orme n'est pas particulièrement un arbre typique des marais, même s'il résiste assez bien à l'immersion comme le chêne.
L'ancienne paroisse Saint-Pierre-d'Arthenay se nommait à l'origine Arthenay. Ce toponyme fréquent (cf. Artenay), originellement *Artinacum, signifierait « domaine d'Artinus ». Artinus est un anthroponyme gallo-romain, dérivé du nom de personne gaulois Artos (« ours »), suivi du suffixe gaulois de localisation et de propriété -acum.
Le tiers des lieux-dits de la commune sont en Y-ère/-erie. Ce sont des habitats datant des XIe – XIIIe siècles (fort accroissement démographique normand sur cette période). Ils désignaient la ferme de la famille Y, fondée sur les nouvelles terres obtenues par les grands défrichements. Les essarts prennent le nom des défricheurs, suivi de la désinence -erie ou -ière. Les autres lieux-dits en (Hôtel / Hameau / Le(s)...)-Y s'avèrent plus récents, ils indiquaient un bien de la famille Y.
La commune doit son nom à la fusion du Hommet et de Saint-Pierre-d'Arthenay en 1831.
Le gentilé est Saint-Pierrot.

## Histoire
Les recherches[Lesquelles ?] effectuées jusqu'à maintenant laissent croire que l'origine du Hommet remonte en 889, après la prise de Saint-Lô par les Normands. En effet, un des chefs normands se fixa aux environs de la ville de Saint-Lô, dans une région qu'en raison de sa configuration, il dénomma « Le Hommet » du mot scandinave « Holm », qui signifie entouré d'eau en partie. Ce chef s'installa dans une contrée entourée de vastes marécages, de rivières (la Taute et la Vire), et au voisinage de grands bois.
À cet emplacement, il construisit des retranchements importants pour se mettre à l'abri lui et ses compagnons, avec leur butin.
Ce domaine, appelé Le Hommet, devint la grande baronnie féodale du Hommet. Ce chef normand prit le nom de ses terres, « Le Hommet », et c'est sous ce nom de « du Hommet » qu'on désigna, par la suite, ses descendants.
Ci-dessous, extrait du mémoire présenté par M. et Mme Lecrosnier, instituteurs, pour la conférence pédagogique de 1913 :
« Bien que l'ancienne commune du Hommet ait été le siège d'une baronnie, il n'y subsiste aucun vestige qui soit un témoin du passé. Le château, bâti au milieu des marais a été démoli à une époque qu'on ne saurait indiquer avec précision, et sur son emplacement le sol a été nivelé. Les granges de dimes de Saint-Pierre-d'Arthenay et du Hommet, l'ancienne prison qui se dressait sur le champ de foire, l'ancienne église du Hommet que les habitants de Saint-Pierre pillèrent à l'époque de la Révolution : tout a disparu. À la ferme de la Grande Ducquerie, qu'une restauration récente a défigurée en lui donnant un aspect moderne, un large escalier de pierre montant au sommet d'une tour carrée aux murs étrangement épais signale l'antiquité de la demeure sans renseigner sur le rôle qu'elle a pu jouer dans le passé. Le château actuel de Thère est une construction relativement récente sans intérêt historique ni même artistique, du moins extérieurement ; toutefois les guides de tourisme citent la beauté de son mobilier ».

### Moyen Âge
Selon la Chronique de Normandie, vers 1030, le duc Robert le Magnifique fit don à Roger de Bienfaite du village du Hommet. Lui succéda comme seigneur du Hommet, Robert du Hommet qui eut pour successeur, dans la deuxième moitié du XIe siècle, son petit-fils Guillaume du Hommet, auquel succéda son fils aîné Richard, qui sera, avant 1164, fait connétable de Normandie. Les seigneurs du Hommet ont formé l'une des grandes familles normandes et anglaises. En 1272, après la mort de Jourdain III du Hommet, la baronnie fut scindée en deux au profit de deux de ses filles : Jeanne, qui épousa Amaury de Villiers et reçut la moitié de la baronnie du Hommet en Villiers, Jeannette, qui épousa Philippe de Hottot, châtelain de Beaumont-le-Richard, seigneur de la Chapelle, d'Asnières, Mezières et Louviers, et qui reçut l'autre moitié du Hommet (Hommet-la-Rivière). Quant à la connétablie de Normandie elle échut à la famille de Mortemer qui hérita également des baronnies de la Haye-du-Puits, de La Luthumière (La Colombe) et de Varenguebec.
En 1417, le village a pour baron (en partie) Guillaume de Montenay, chevalier, également vicomte de Fauguernon.
Lors de la seconde phase de la guerre de Cent Ans et l'occupation de la Normandie par les Anglais entre 1418 et 1450, Wautier Hungreford récupère les deux demi-baronnies, qui ont été confisquées à Jehan de Villiers et Guillaume de Montenay, chevaliers.

### Temps modernes
À la fin du XVIe siècle, la  famille de Carbonnel, alias Carbonniaux, acquiert la demi-baronnie du Hommet. Par lettres patentes, Louis XIII établit deux foires annuelles et deux marchés hebdomadaires au Hommet.

### Révolution et Empire
La commune a été créée en 1831 par la fusion du Hommet et de Saint-Pierre-d'Arthenay.

## Politique et administration

### Administration municipale
| Période                                  | Période   | Identité                    | Étiquette | Qualité                          |
| ---------------------------------------- | --------- | --------------------------- | --------- | -------------------------------- |
| 1831                                     | 1832      | Isidor Germain Delongchamps |           | Maire de Saint-Pierre-d'Arthenay |
| 1832                                     | 1840      | Nicolas Nicolle             |           |                                  |
| 1840                                     | 1858      | François Desdevises         |           |                                  |
| 1858                                     | 1892      | Nicolas Jean Delisle        |           |                                  |
| 1892                                     | 1904      | Raoul Leforestier           |           | Comte d'Osserville               |
| 1904                                     | 1920      | Joseph Darondel             |           |                                  |
| 1920                                     | 1921      | Raoul Leforestier           |           | Comte d'Osserville               |
| 1921                                     | 1929      | Marie-Jean de Kergorlay     |           | Comte                            |
| 1929                                     | 1942      | Ange-Gabriel Huault         |           |                                  |
| 1942                                     | 1968      | Albert Perrard              |           |                                  |
| 1968                                     | 1989      | Gustave Desdevises          |           |                                  |
| 1989                                     | mars 2008 | Michel Castel               |           |                                  |
| mars 2008                                | 2018      | Anne-Marie Corbel           |           | Chef d'entreprise                |
| Les données manquantes sont à compléter. |           |                             |           |                                  |

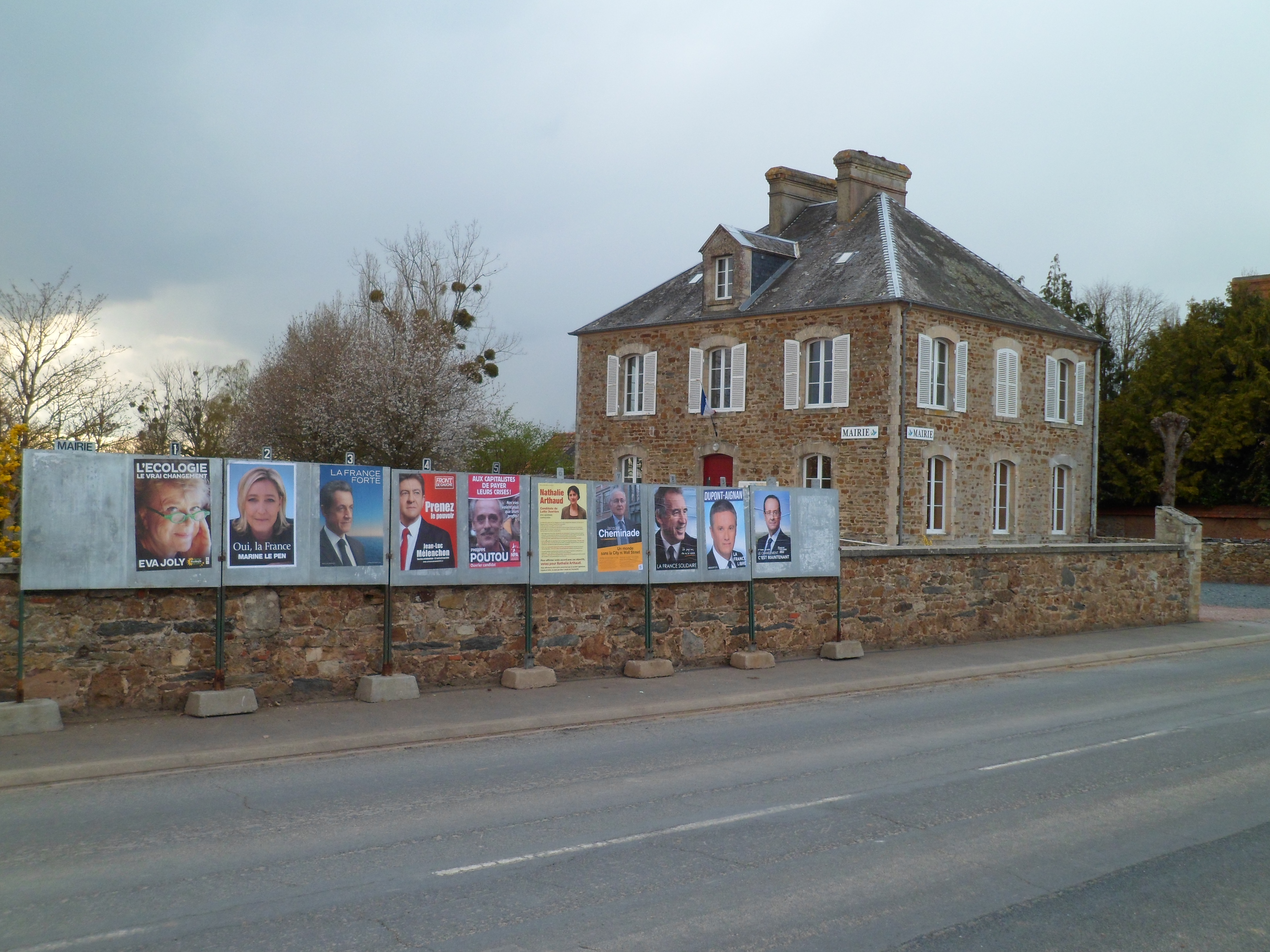
La mairie.

Le conseil municipal était composé de onze membres dont le maire et deux adjoints.
| Période | Période | Identité          | Étiquette | Qualité                           |
| ------- | ------- | ----------------- | --------- | --------------------------------- |
| 2019    | 2020    | Anne-Marie Corbel |           | Ancien maire du Hommet-d'Arthenay |
| 2020    | 2022    | Denis Lignel      |           |                                   |

### Situation administrative

#### Circonscriptions administratives avant la Révolution
Pour Le Hommet et Saint-Pierre-d'Arthenay :
| Type de circonscription | depuis ?  | 1542-     | 1612/1636-1677       | 1677-1713 | 1713-1790 |
| ----------------------- | --------- | --------- | -------------------- | --------- | --------- |
| Province                | Normandie | Normandie | Normandie            | Normandie | Normandie |
| Généralité              |           | Caen      | Caen                 | Caen      | Caen      |
| Élection                |           |           | Carentan et Saint-Lô | Carentan  | Saint-Lô  |
| Sergenterie             |           |           | Le Hommet            | Le Hommet | Le Hommet |

#### Circonscriptions administratives depuis la Révolution
Pour Le Hommet et Saint-Pierre-d'Arthenay (jusqu'en 1831) et Le Hommet d'Arthenay (depuis 1831) :
| Type de circonscription | 1790-juin 1793 | 1793-1795 | octobre 1795-1800 | 1800-1801 | 1801-1956          | 1956-1993          | 1993-2014          | 2014-2015          | 2015-           |
| ----------------------- | -------------- | --------- | ----------------- | --------- | ------------------ | ------------------ | ------------------ | ------------------ | --------------- |
| Région                  | NA             | NA        | NA                | NA        | NA                 | Basse-Normandie    | Basse-Normandie    | Basse-Normandie    | Basse-Normandie |
| Département             | Manche         | Manche    | Manche            | Manche    | Manche             | Manche             | Manche             | Manche             | Manche          |
| District                | Saint-Lô       | Saint-Lô  | NA                | NA        | NA                 | NA                 | NA                 | NA                 | NA              |
| Arrondissement          | NA             | NA        | NA                | Saint-Lô  | Saint-Lô           | Saint-Lô           | Saint-Lô           | Saint-Lô           | Saint-Lô        |
| Canton                  | Esglandes      |           | Esglandes         | Esglandes | Saint-Jean-de-Daye | Saint-Jean-de-Daye | Saint-Jean-de-Daye | Saint-Jean-de-Daye | Pont-Hébert     |
| Intercommunalité        | NA             | NA        | NA                | NA        | NA                 | NA                 | CC région de Daye  | Saint-Lô Agglo     | Saint-Lô Agglo  |

### Finances communales
Taux d'imposition 2013 :
- taxe d'habitation : 12,59 % ;
- taxe foncière bâtie : 9,63 % ;
- taxe foncière non bâtie : 30,02 % ;
- cotisation foncière des entreprises : 19,61 %.

## Équipements et services publics

### Eau et déchets
La commune sera dotée d'une station d'épuration écologique d'ici la fin de l'année 2013.[Passage à actualiser]

### Enseignement
La commune du Hommet-d'Arthenay dépend de l'académie de Caen et les écoles primaires de la commune dépendent de l'inspection académique de la Manche.
Pour le calendrier des vacances scolaires, Le Hommet-d'Arthenay est en zone « A ».
Il y avait une école primaire publique, ouverte depuis le 6 janvier 1967, qui faisait partie du RPI Les Bords de Terrette, où se trouvait l'école élémentaire de ce RPI avec les classes du CE1 au CM2. Elle ferme en juin 2016 à la suite de la dissolution du RPI.
L'École élémentaire est désormais située sur la commune de Pont-Hébert et regroupe toutes les classes de l'école maternelle au CM2. Une garderie et un ramassage scolaire sont présents sur la commune le matin et le soir avec une aide aux devoirs le soir.
La commune fait partie pour les collèges publics du secteur de Saint-Jean-de-Daye avec le collège du Marais et pour les lycées publics du secteur de Carentan avec le lycée Sivard-de-Beaulieu.
La commune comprend le site de Saint-Lô Thère (le Hall technologique se trouve à Saint-Lô) où se trouve le lycée agricole et agro-alimentaire (ouvert le 16 mai 1968), le CFA agricole et agro-alimentaire (ouvert le 10 septembre 1990) et le CFPPA (Centre de formation professionnelle promotion agricole) (ouvert le 1er septembre 1993).

### Santé
L'hôpital le plus proche est le centre hospitalier mémorial France - États-Unis situé à Saint-Lô, vient ensuite l'hôpital local de Carentan. Il y a aussi l'antenne du Centre hospitalier public du Cotentin à Valognes, et le Centre hospitalier d'Avranches-Granville à Avranches et Granville. Le CHRU le plus proche est le Centre hospitalier régional universitaire de Caen.

### Justice, sécurité, secours et défense
Le Hommet-d'Arthenay relève du tribunal d'instance de Coutances, du tribunal de grande instance de Coutances, de la cour d'appel de Caen, du tribunal pour enfants de Coutances, du conseil de prud'hommes de Coutances, du tribunal de commerce de Coutances, du tribunal administratif de Caen, de la cour administrative d'appel de Nantes, de la cour d'assises de la Manche et du tribunal des affaires de sécurité sociale de la Manche.

## Population et société

### Évolution démographique
En 2020, la commune comptait 340 habitants. Depuis 2004, les enquêtes de recensement dans les communes de moins de 10 000 habitants ont lieu tous les cinq ans (en 2008, 2013, 2018, etc. pour Le Hommet-d'Arthenay) et les chiffres de population municipale légale des autres années sont des estimations. 
Lors de la fusion en 1831, la commune de Saint-Pierre-d'Arthenay comptait 695 habitants et la commune du Hommet 42 habitants.
| 1793 | 1800 | 1806 | 1821 | 1831 | 1836 | 1841 | 1846 | 1851 |
| ---- | ---- | ---- | ---- | ---- | ---- | ---- | ---- | ---- |
| 564  | 525  | 636  | 661  | 695  | 730  | 687  | 656  | 678  |

| 1856 | 1861 | 1866 | 1872 | 1876 | 1881 | 1886 | 1891 | 1896 |
| ---- | ---- | ---- | ---- | ---- | ---- | ---- | ---- | ---- |
| 650  | 588  | 600  | 552  | 549  | 523  | 540  | 502  | 513  |

| 1901 | 1906 | 1911 | 1921 | 1926 | 1931 | 1936 | 1946 | 1954 |
| ---- | ---- | ---- | ---- | ---- | ---- | ---- | ---- | ---- |
| 503  | 504  | 440  | 397  | 395  | 386  | 384  | 325  | 312  |

| 1962 | 1968 | 1975 | 1982 | 1990 | 1999 | 2008 | 2013 | 2018 |
| ---- | ---- | ---- | ---- | ---- | ---- | ---- | ---- | ---- |
| 369  | 358  | 336  | 326  | 339  | 326  | 426  | 393  | 345  |

| 2019 | - | - | - | - | - | - | - | - |
| ---- | - | - | - | - | - | - | - | - |
| 343  | - | - | - | - | - | - | - | - |

### Pyramides des âges
La répartition de la population de la commune par tranches d'âge est, en 2009, la suivante :
- 55,2 % d’hommes (0 à 19 ans = 36,- %, 20 à 64 ans = 53.8 %, plus de 65 ans = 9,7 %) ;
- 44,8 % de femmes (0 à 14 ans = 35,- %, 20 à 64 ans = 51,9 %, plus de 65 ans = 12,4 %).

| Hommes | Classe d’âge | Femmes |
| ------ | ------------ | ------ |
| 0      | 90 ans ou +  | 1,0    |
| 5,1    | 75 à 89 ans  | 8,1    |
| 8,8    | 60 à 74 ans  | 3,8    |
| 22,7   | 45 à 59 ans  | 20,0   |
| 13,9   | 30 à 44 ans  | 16,2   |
| 32,2   | 15 à 29 ans  | 32,3   |
| 16,2   | 0 à 14 ans   | 18,6   |

| Hommes | Classe d’âge | Femmes |
| ------ | ------------ | ------ |
| 0,4    | 90 ans ou +  | 1,3    |
| 7,6    | 75 à 89 ans  | 11,8   |
| 14,3   | 60 à 74 ans  | 15,6   |
| 21,7   | 45 à 59 ans  | 20,1   |
| 19,9   | 30 à 44 ans  | 18,7   |
| 17,3   | 15 à 29 ans  | 15,3   |
| 18,8   | 0 à 14 ans   | 17,3   |

### Évolution des nombres de naissances et de décès[35]
|                                                  | 1968 à 1975 | 1975 à 1982 | 1982 à 1990 | 1990 à 1999 | 1999 à 2010 |
| ------------------------------------------------ | ----------- | ----------- | ----------- | ----------- | ----------- |
| Variation annuelle moyenne de la population en % | -0,9        | -0,4        | +0,5        | -0,4        | +2,6        |
| due au solde naturel en %                        | +0,0        | -0,3        | -0,3        | +0,7        | +0,6        |
| due au solde apparent des entrées sorties en %   | -0,9        | -0,2        | +0,8        | -1,1        | +2,0        |
| Taux de natalité (‰)                             | 12,3        | 9,4         | 9,4         | 12,6        | 12,7        |
| Taux de mortalité (‰)                            | 11,9        | 12,0        | 12,1        | 6,0         | 6,6         |

|            | 2000 | 2001        | 2002         | 2003       | 2004      | 2005        | 2006         | 2007 | 2008 | 2009        | 2010       | 2011      | 2012 | 2013 |
| ---------- | ---- | ----------- | ------------ | ---------- | --------- | ----------- | ------------ | ---- | ---- | ----------- | ---------- | --------- | ---- | ---- |
| Naissances | 6    | 3 (+32.5 %) | 8 (+166.7 %) | 4 (-100 %) | 6 (+50 %) | 7 (+16.7 %) | 3 (-133.3 %) | 3    | 3    | 5 (+66.7 %) | 4 (-25 %)  | 2 (-50 %) |      |      |
| Décès      | 0    | 1           | 8 (+700 %)   | 2 (-300 %) | 2 (+0 %)  | 3 (+50 %)   | 1 (-200 %)   | 0    | 5    | 2 (-150 %)  | 4 (+100 %) | 2 (-50 %) |      |      |

### Classement du Hommet-d'Arthenay
| Classement                               | Habitants | Superficie | Densité |
| ---------------------------------------- | --------- | ---------- | ------- |
| sur la France                            | 18 220e   | 12 495e    | 22020e  |
| sur l'ancienne région de Basse-Normandie | 706e      | 279e       | 1 196e  |
| sur le département de la Manche          | 271e      | 106e       | 459e    |
| sur l'arrondissement de Saint-Lô         | 62e       | 26e        | 97e     |
| sur le canton de Saint-Jean-de-Daye      | 8e        | 5e         | 10e     |

### Manifestations culturelles et festivités
Le 9 juillet 1986, le Tour de France est passé au Hommet d'Arthenay lors de la sixième étape reliant Villers-sur-Mer à Cherbourg.
La commune a été récompensée au concours des villes et villages illuminées en 2000, 2001 et 2002.
Le samedi 20 juillet 2013, Le Hommet d'Arthenay est devenue la capitale mondiale d'un jour de l'épagneul breton. Elle a accueilli le 36e concours international d'épagneuls bretons pendant lequel se sont déroulées les épreuves de test d'aptitude naturelle, rapport en eaux profondes et de field. Ce sont ainsi plus de 130 chiens et 200 personnes qui se sont réunis dans ce petit village. Le lendemain avait lieu à Saint-Lô le concours de beauté.
Chaque dernier week-end du mois de juin a lieu la fête Saint-Pierre organisée par le comité des fêtes. Le samedi soir avec un feu d'artifice et un bal en plein air et le dimanche avec un méchoui sous tente et des activités.

### Sports et loisirs
- Football : l'Entente du Bois Hommet, créée en juillet 1998 en association avec Le Dézert et Tribehou à la suite de la dissolution des clubs de ces trois communes (celle du Hommet d'Arthenay s'appelait Étoile sportive du Hommet-d'Arthenay)[38], évoluant en 3e divisions de district de la Manche[39].

### Cultes
Sous l'Ancien Régime, les paroisses du Hommet et de Saint-Pierre-d'Arthenay faisaient partie du doyenné du Hommet et de l'archidiaconé du Val de Vire, dans le diocèse de Coutances.
Le Hommet-d'Arthenay est aujourd'hui intégré à la paroisse Sainte-Famille de Daye-Pont-Hébert, dans le doyenné du Pays saint-lois, l'archidiaconé Centre et le diocèse de Coutances et Avranches.

## Économie
La commune se situe dans la zone géographique des appellations d'origine protégée (AOP) Beurre d'Isigny et Crème d'Isigny.

### Revenus de la population et fiscalité
En 2010, le revenu fiscal médian par ménage était de 16 005 €.

### Emploi

#### Les emplois et les fonctions des employés sur Le Hommet d'Arthenay[Quand?]
- Administration publique : 27
- Agriculture : 12
- Bâtiment-Travaux Publics : 19
- Éducation, Formation : 36
- Entretien / Réparation : 8
- Gestion : 8
- Services de Proximité : 8

Fonction cadre et cadre supérieur :
- Cadre Gestion : 8

#### Secteurs d'activités sur Le Hommet d'Arthenay[Quand?]
- Culture et production animale, chasse et services annexes : 24 personnes
- Activités immobilières : 5 personnes
- Travaux de construction spécialisés : 3 personnes
- Activités sportives, récréatives et de loisirs : 1 personne
- Administration publique et défense ; sécurité sociale obligatoire : 1 personne
- Autres services personnels : 1 personne
- Action sociale sans hébergement : 1 personne
- Pêche et aquaculture : 1 personne
- Activités des organisations associatives : 1 personne
- Activités pour la santé humaine : 1 personne
- Restauration : 1 personne

#### Entreprises et commerces
Au 31 décembre 2010, la commune comptait 40 établissements : 20 dans l’agriculture-sylviculture-pêche, 0 dans l'industrie, 3 dans la construction, 10 dans le commerce-transports-services divers et 7 étaient relatifs au secteur administratif[Passage à actualiser].
Plusieurs exploitations agricoles sont présentes ainsi que le pôle de formation agroalimentaire du lycée agricole et agro-alimentaire de Saint-Lô - Thère.

## Culture locale et patrimoine

### Lieux et monuments

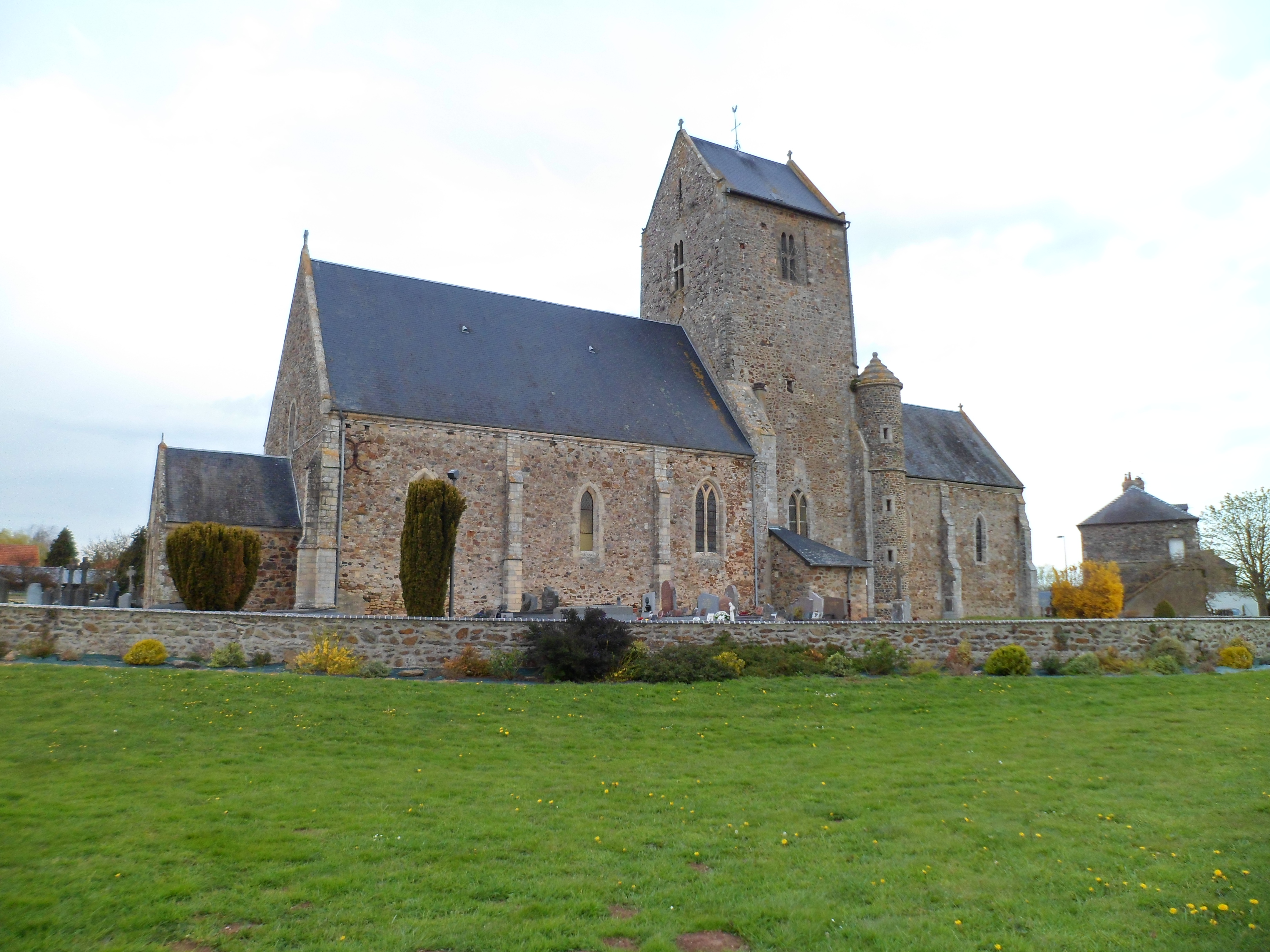
L'église Saint-Pierre.

- Église Saint-Pierre de Saint-Pierre-d'Arthenay en pierre local de style gothique, refaite au XVIIe siècle, avec clocher couvert en bâtière entre la nef et le chœur, portail avec statue de saint Pierre, avant-porche et tourelle d'escalier le long du clocher.

Elle abrite une statue du christ en croix, fait de chêne et de fer, datant de la 1re moitié du XVIe siècle et classée au titre objet aux monuments historiques depuis le 18 mars 1994,, une verrière du XXe, de Chapuis et Gustave Pierre Dagrant.
- Site de l'ancien château médiéval du Hommet, siège de la famille du Hommet ; détruit. Il y avait encore une garnison sous Louis XIV[43]. Charles de Gerville le décrit ainsi « Petit morceau de motte dans prairie au bord de la route allant de Pont-Hébert à Rémilly »[44]. Il a été remplacé par une ferme-manoir à tour carrée.

Le site, semi-insulaire, avec habitat noble protégé par une petite enceinte fossoyée commandant une plus imposante enceinte circulaire, comme celle du Homme, abritait un habitat structuré sous forme de bourg, organisé sur l'axe d'une voirie et équipé d'un port.
- Manoir de la Duquerie de la fin du XVIe siècle, avec trois tours carrées.
- Deux châteaux, privés, dont le château de Thère qui fut bombardé en 1944 et qui n'a pas été restauré. Il abrite le lycée et le CFA agricole et agro-alimentaire de Saint-Lô ainsi qu'une ferme pédagogique. La dernière héritière de Thére, Charlotte-Françoise de Thère (1736-1811), épousa en 1758 Jacques-Henri Dambray (1723-1774) dont les enfants jouèrent un rôle important pendant la Restauration, notamment Charles Henri Dambray, chancelier en 1814[18]. Le château fut par la suite la possession de Raoul Leforestier d'Osseville (1849-1921) et ensuite de son gendre, Jean de Kergorlay (1875-1931), qui furent tous deux successivement maires du Hommet-d'Arthenay et conseillers généraux du canton de Saint-Jean-de-Daye[18].
- La mairie, ancien presbytère.
- If funéraire du cimetière.

Pour mémoire
- Motte qui relevait du fief du Hommet, et qui se dressait en bordure de la rivière la Terrette. Elle est attestée à la fin du XIVe ou début XVe siècle lors des partages entre Jehenne de Sullye, veuve de Robert de Thère, et madame Isabelle de Meulenc, dame de Thienville et du Hommet, cette dernière ayant la Garde Gardienne du fils mineur de Robert de Thère. Ils attribuent au deuxième lot : « Le Boez de la Haute Rivière ouvecques ce qui est derrière la Motte jusqu'au fieu de Montreuil ». Une précision nous est donnée par un aveu du 11 octobre 1390 rendu au seigneur suzerain qui spécifie : « Les hommes du Fief sont subjecz au service de réparoir la motte de pierres ». La motte se trouvait au sud-est de la paroisse du Hommet, au lieu-dit Chevel de Thère. Un manoir (XVIIe siècle) abattu après la guerre de 1939-1945, pour construire l'actuel lycée agricole de Thère, occupait son sommet. Les travaux de terrassements effectués pour la construction du lycée ont fait disparaître toute trace de la motte. Seule à l'est, demeure une partie de douve[46].

Église Saint-Pierre du Hommet-d'Arthenay
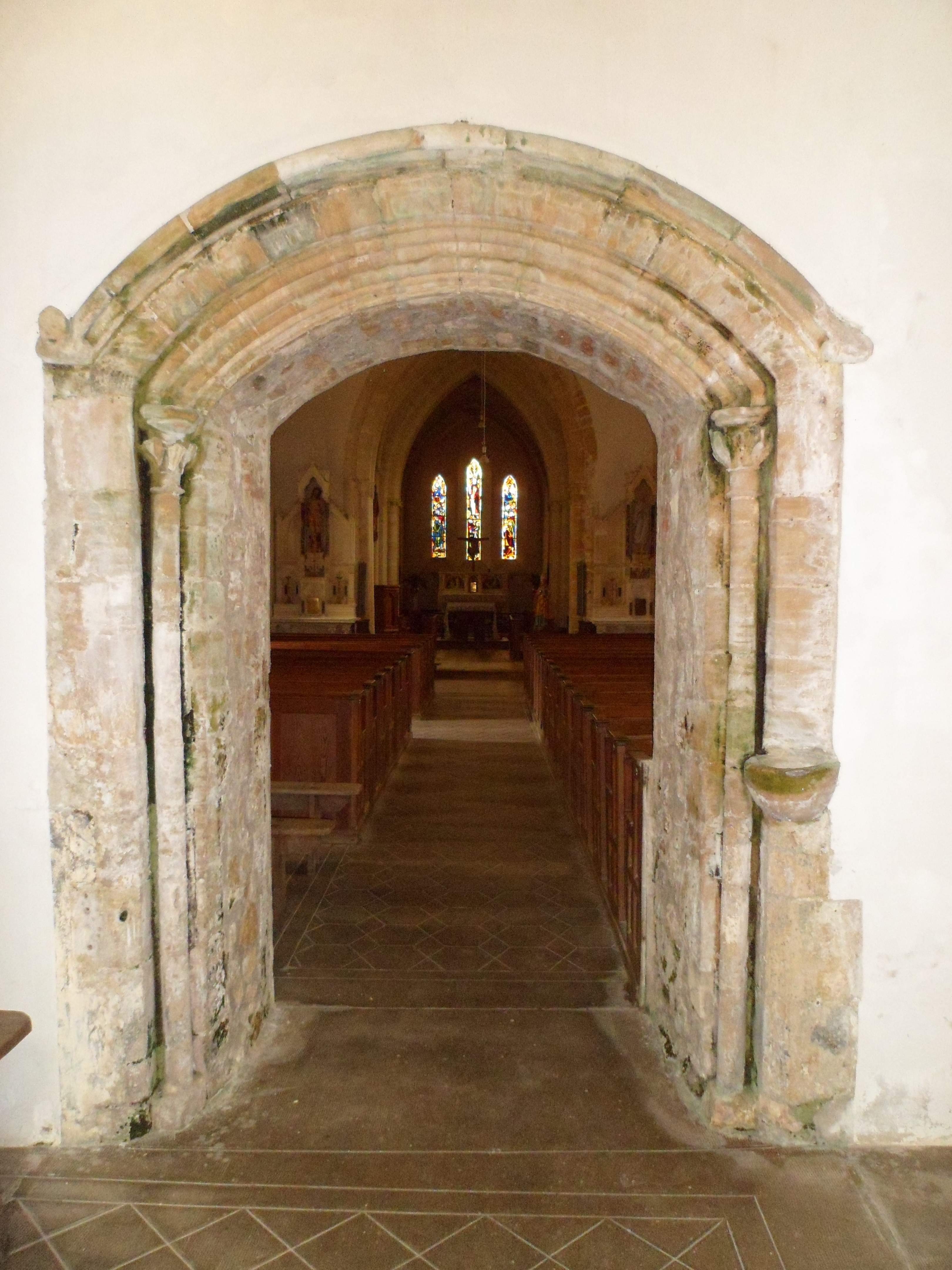
Le porche.
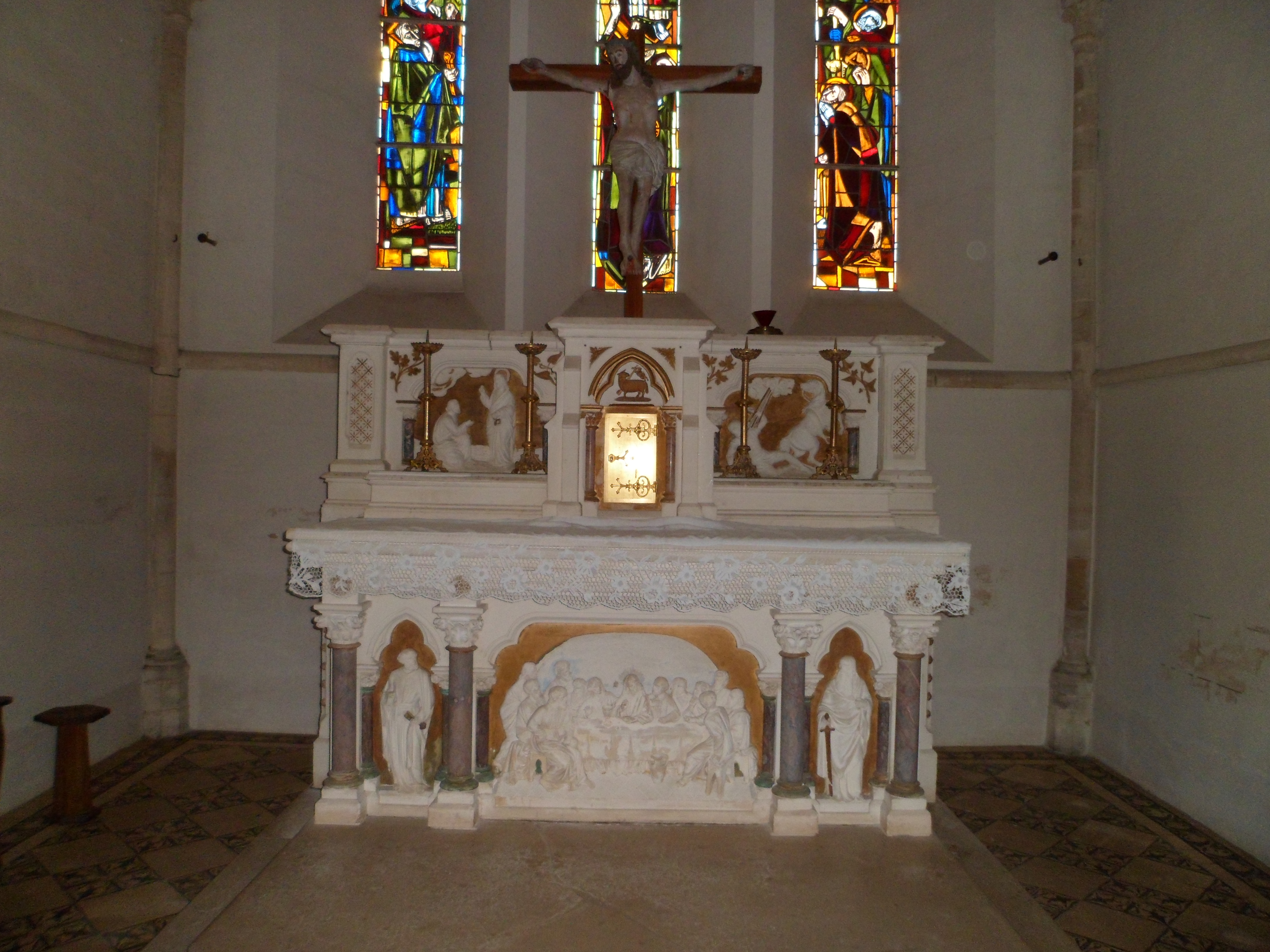
Le maître-autel.
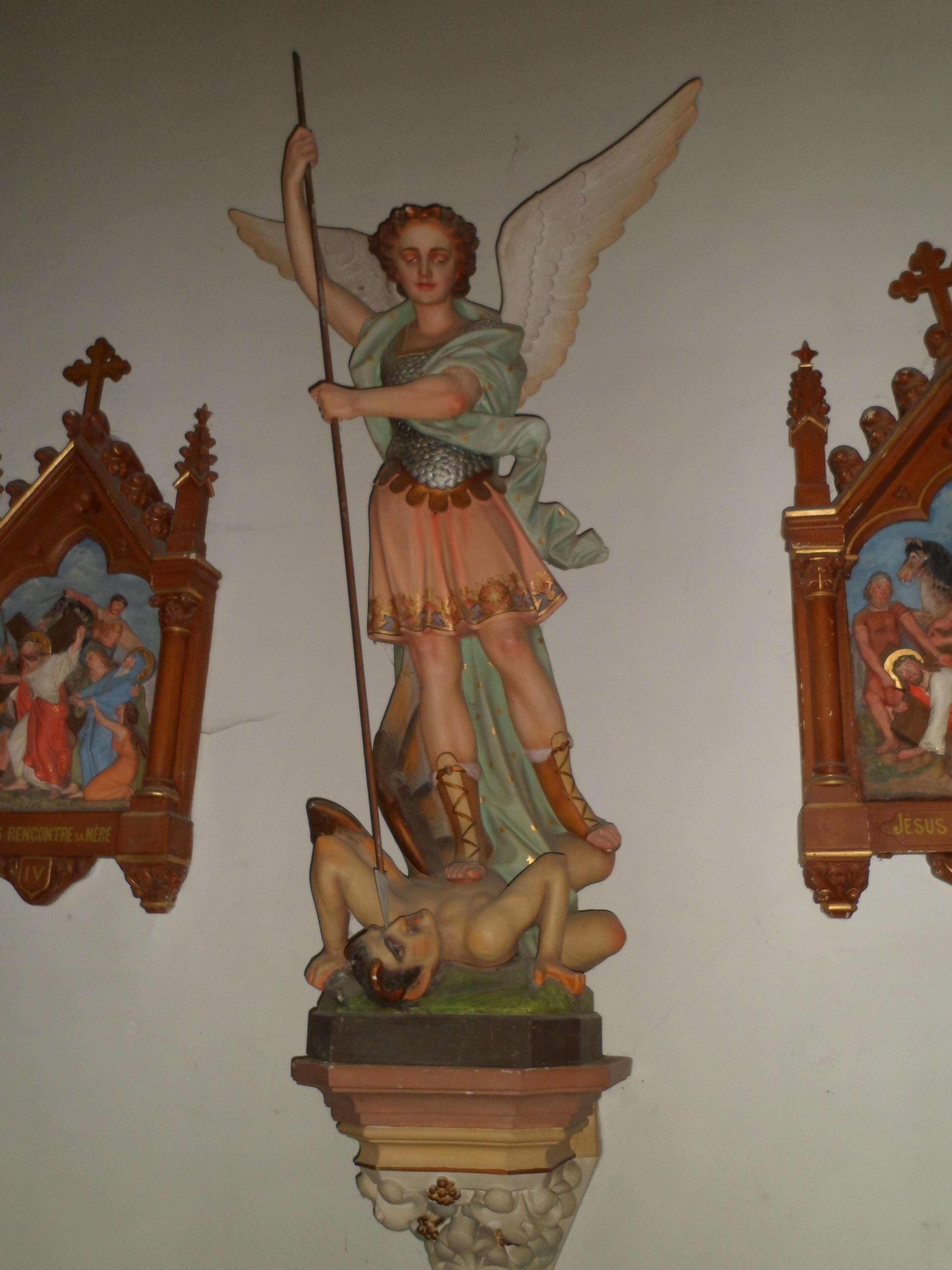
La statue de saint Michel.
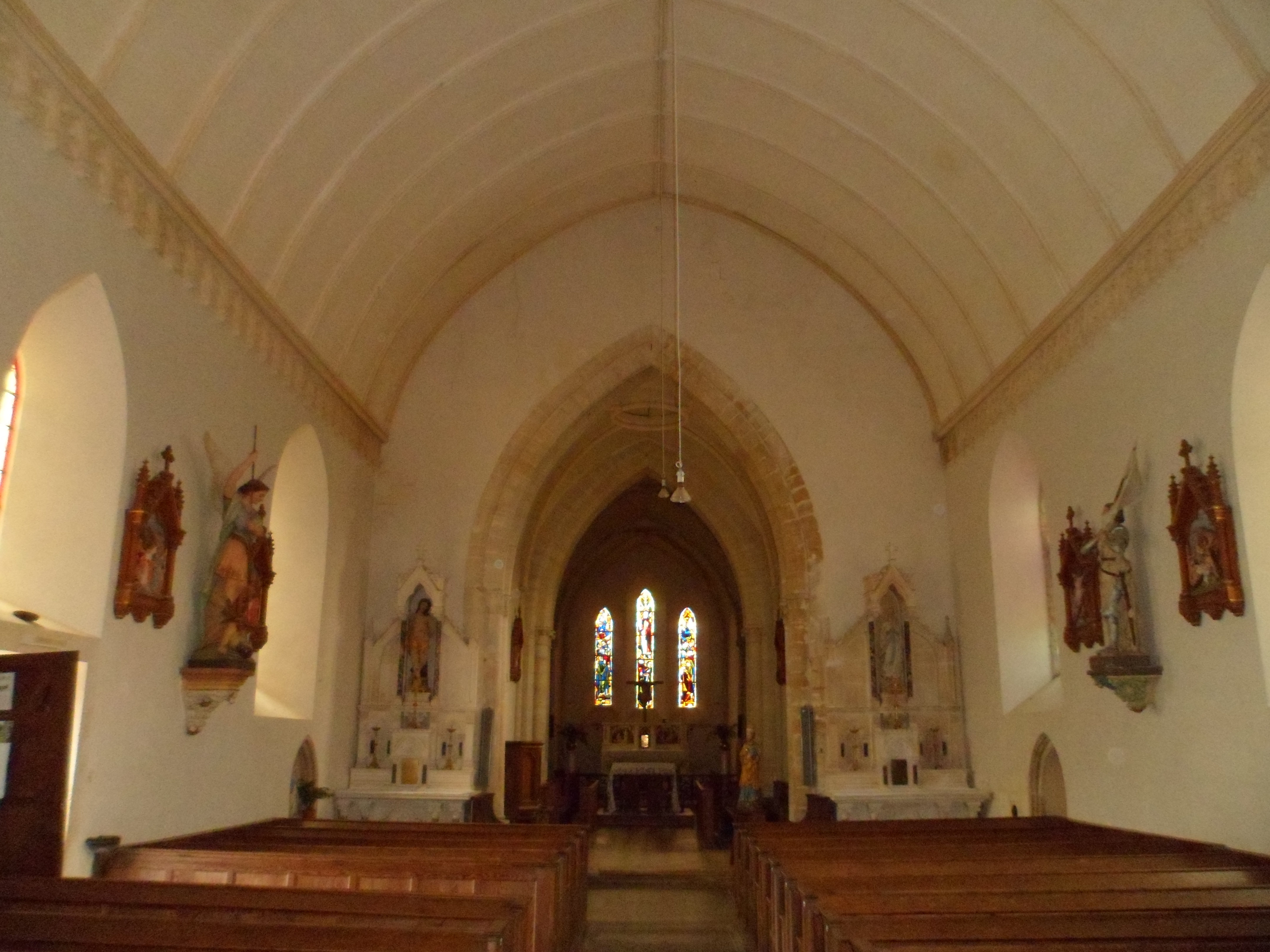
La nef.
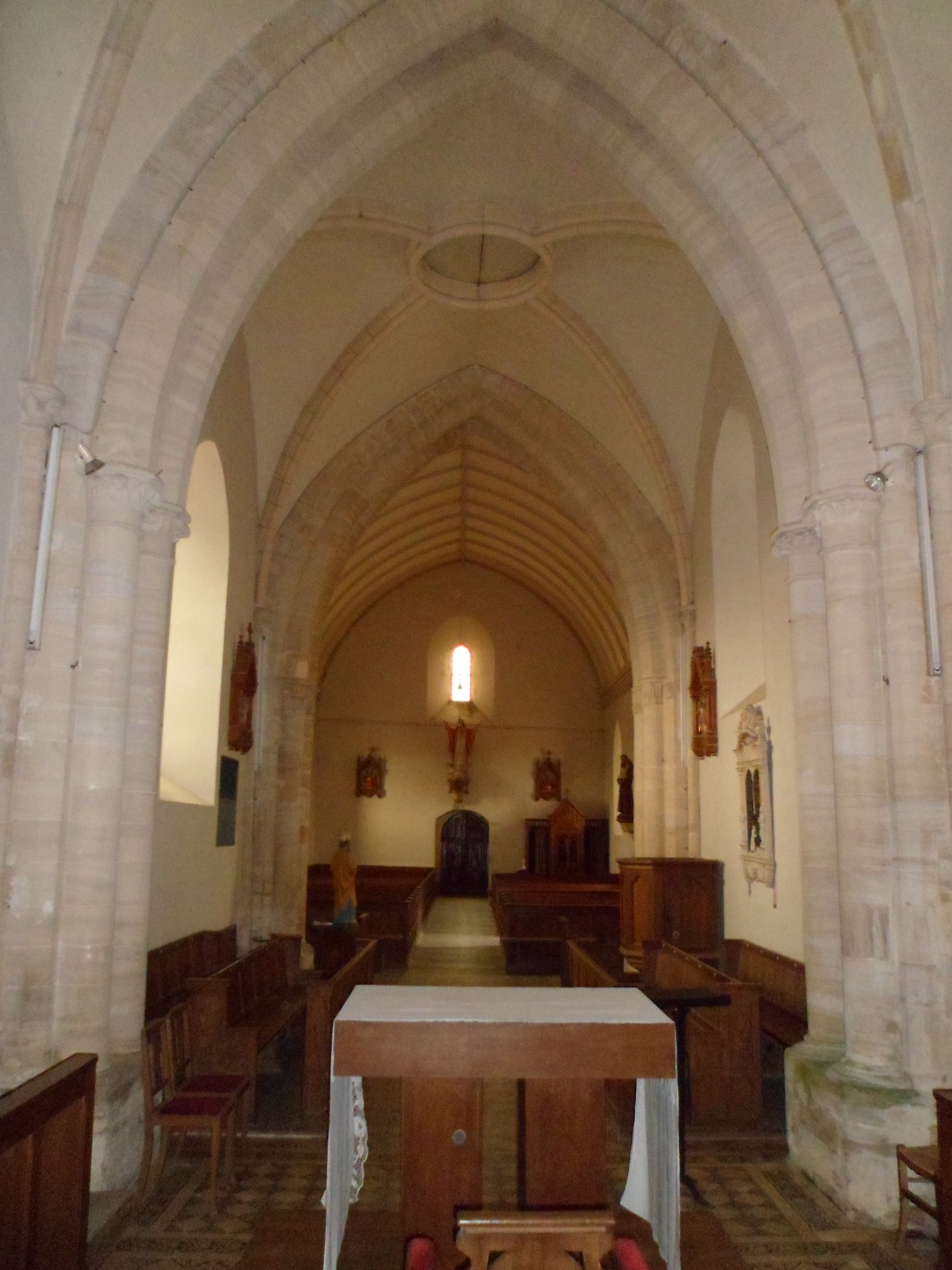
Le chœur.
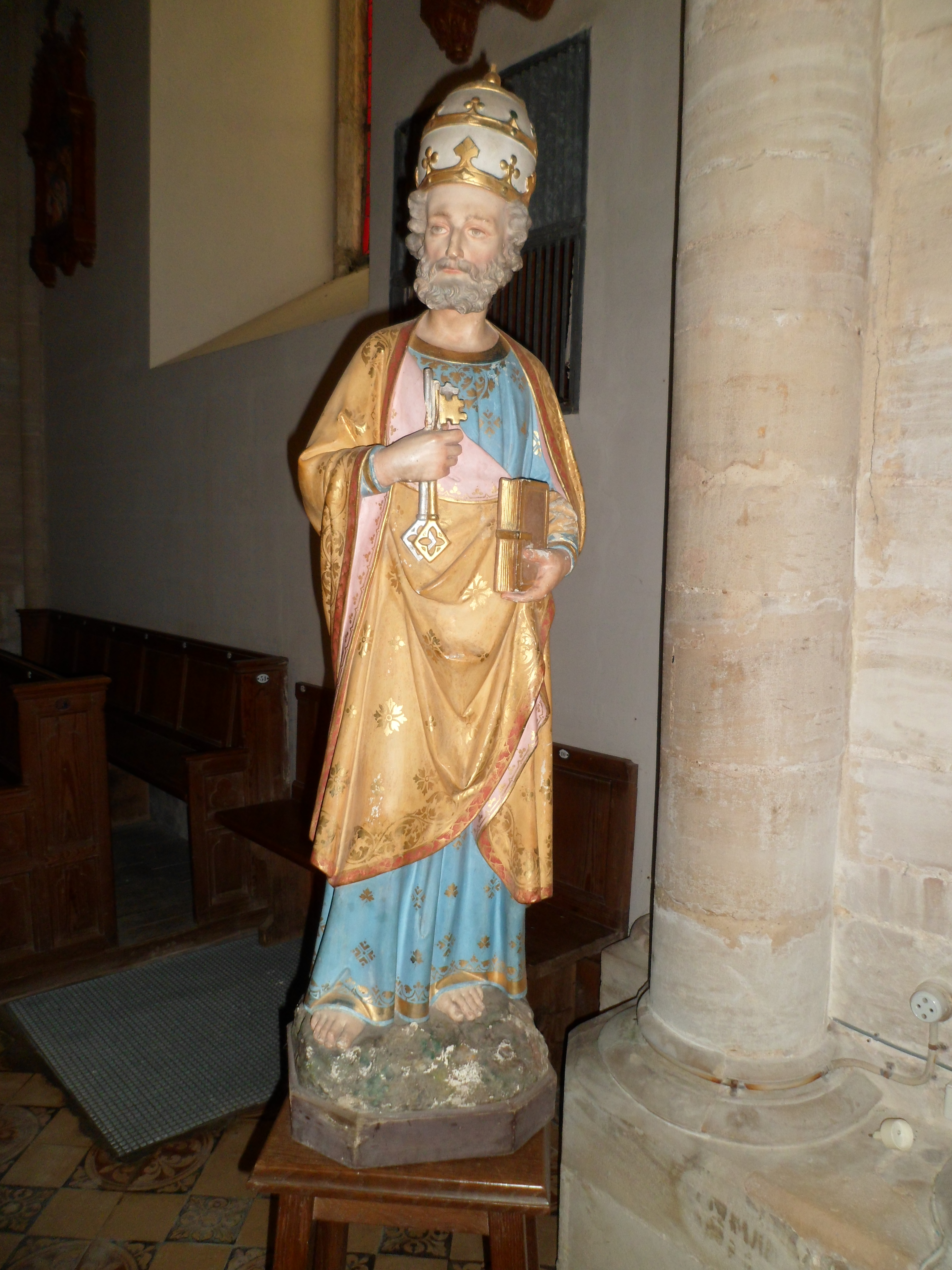
La statue de saint Pierre.

### Personnalités liées à la commune
- Famille du Hommet dont de nombreux membres furent connétable.
- Jean Gilles (Saint-Pierre-d'Arthenay, 1814 - 1870), homme politique, conseiller général du canton des Pieux, maire de Flamanville et conseiller d'arrondissement.
- Raoul Leforestier d'Osseville (Caen, 1849 - 1921), homme politique et petit-fils du comte Donatien de Sesmaisons, pair de France, il est élu conseiller général du canton de Saint-Jean-de-Daye en 1898 et le reste jusqu'à sa mort, en 1921, il est le beau-père de Jean de Kergorlay, qui lui a succédé comme conseiller général de Saint-Jean-de-Daye, jusqu'en 1928. Il est maire du Hommet de 1892 à 1904 et de 1920 à 1921, où il est propriétaire du château de Thère.
- Jean de Kergorlay (Versailles, 1875 - 1931), est une personnalité politique de la Manche. Il est élu conseiller général du canton de Saint-Jean-de-Daye en 1921 poste jusqu'en 1928. Il est maire du Hommet de 1921 à 1929. Il est le gendre de Raoul Leforestier d'Osseville.

### Héraldique, logotype et devise
| Blason à dessiner | Les armes de la commune du Hommet-d'Arthenay se blasonnent ainsi : D'argent à la fasce coupée d'or à 3 tourteaux de gueules et de gueules à 3 besants d'or, accompagnée en chef de 2 clés passées en sautoir accostées de deux feuilles de chêne de sinople et en pointe d'une roue de moulin sur une onde, le tout d'azur ; à la filière de même. Blason créé par Denis Joulain, héraldiste. |